# Ding tian li di
Ding tian li di – hongkoński dramatyczny wojenny film akcji z elementami karate z 1973 roku w reżyserii Mu Zhu.
Film zarobił 69 336 dolarów hongkońskich w Hongkongu.

## Obsada
Źródło: Filmweb

- Jackie Chan – Si To
- Chen Yeun Long
- Wang Qing
- Hao Li
- Yu Chin Wang
- Pai-chen Yang[4]
- Yuen Qiu
- Mu Zhu – generał